# México en el Clásico Mundial de Béisbol 2009
Esta fue la segunda participación de la Selección de béisbol de México en el Clásico Mundial de Béisbol. En la edición de 2009 del torneo, México será anfitrión del Grupo B de la primera fase, junto a las selecciones de Australia, Cuba y Sudáfrica. Los partidos de este grupo fueron jugados en el Foro Sol de la Ciudad de México del 8 al 12 de marzo.

## Partidos y resultados

### Juegos de preparación
El equipo nacional de México jugó 3 partidos de preparación durante la semana previa al inicio de la justa, todos en contra de equipos de las ligas mayores. El primero se jugó en Tucson, Arizona en contra de los Arizona Diamondbacks; el segundo en contra de los Colorado Rockies en la misma ciudad y el tercero se jugó de nueva cuenta ante Arizona, pero fue jugado en el Estadio Héctor Espino en Hermosillo, Sonora.

Juego 1

4 de marzo de 2009 - 17:00; Tucson Electric Field, Tucson, Arizona.
| México                                                                                      | 1 | 5 | 0 | 0 | 0 | 6 | 2 | 0 | 5 | 19 | 16 | 0 |
| Arizona                                                                                     | 1 | 0 | 1 | 1 | 1 | 0 | 0 | 0 | 0 | 4  | 9  | 2 |
| G: Ó. Pérez(1-0); P: B. Webb (0-1).                                                         |   |   |   |   |   |   |   |   |   |    |    |   |
| HR: ARI - M. Reynolds; MEX: J. Hairston (1), J. Cantú (1), S. Hairston (1), A. Amézaga (1). |   |   |   |   |   |   |   |   |   |    |    |   |

Juego 2

5 de marzo de 2009 - 13:00; Tucson Electric Field, Tucson, Arizona.
| México                                        | 0 | 1 | 5 | 0 | 0 | 0 | 1 | 0 | 0 | 7 | 14 | 1 |
| Colorado                                      | 0 | 2 | 0 | 0 | 0 | 1 | 0 | 0 | 0 | 3 | 10 | 0 |
| G: J. Campillo (1-0); P: J. de la Rosa (0-1). |   |   |   |   |   |   |   |   |   |   |    |   |
| HR: MEX: S. Hairston (2).                     |   |   |   |   |   |   |   |   |   |   |    |   |

Juego 3

6 de marzo de 2009 - 13:05; Estadio Héctor Espino, Hermosillo, Sonora.
| Arizona       |
| México        |
| G: ; P: ; SV: |
| HR:           |

Primera ronda
8 de marzo - 01:00 UTC, 19:00 Local. Foro Sol, Ciudad de México, México.
| Australia | 3 | 1 | 0 | 0 | 3 | 3 | 4 | 3 | X | 17 | 22 | 2 |
| México | 5 | 1 | 1 | 0 | 0 | 0 | 0 | 0 | X | 7  | 11 | 1 |
| G: D. Moss (1-0); P:R. Rincón (0-1).                                                                                 |   |   |   |   |   |   |   |   |   |    |    |   |
| HR: AUS – Luke Hughes (1), Chris Snelling - 2 (2), Brett Risinger (1); MEX – Jorge Vazquez (1), Alfredo Amézaga (1). |   |   |   |   |   |   |   |   |   |    |    |   |

Juego 3] (enlace roto disponible en Internet Archive; véase el historial, la primera versión y la última).: 9 de marzo - 02:00 UTC, 20:00 Local. Foro Sol, Ciudad de México, México.
| México                                                                 | 1 | 0 | 2 | 0 | 0 | 0 | 3 | 4 | 4 | 14 | 16 | 2 |
| Sudáfrica                                                              | 1 | 0 | 1 | 0 | 0 | 0 | 1 | 0 | 0 | 3  | 7  | 2 |
| G: Elmer Dessens (1–0); P: Justin Erasmus (0–1).                       |   |   |   |   |   |   |   |   |   |    |    |   |
| HR: MEX – Adrián González - 2 (2), Oscar Robles (1), Jorge Cantú (1) . |   |   |   |   |   |   |   |   |   |    |    |   |

Juego 5] (enlace roto disponible en Internet Archive; véase el historial, la primera versión y la última).: 11 de marzo - 02:00 UTC, 20:00 Local. Foro Sol, Ciudad de México, México.
| México                                                                      | 0 | 0 | 4 | 7 | 1 | 4 | X | X | X | 16 | 13 | 0 |
| Australia                                                                   | 0 | 0 | 0 | 1 | 0 | 0 | X | X | X | 1  | 6  | 0 |
| G: Jorge Campillo (1-0); P: David Welch (0-1).                              |   |   |   |   |   |   |   |   |   |    |    |   |
| HR: MEX: Scott Hairston (1), Karim García - 2 (2); AUS: Brett Roneberg (2). |   |   |   |   |   |   |   |   |   |    |    |   |

Juego 6] (enlace roto disponible en Internet Archive; véase el historial, la primera versión y la última).: 12 de marzo - 01:00 UTC, 19:00 Local. Foro Sol, Ciudad de México, México.
| México | 0 | 0 | 2 | 1 | 1 | 0 | 0 | X | X | 4  | 5  | 0 |
| Cuba | 1 | 0 | 1 | 5 | 0 | 0 | 9 | X | X | 16 | 17 | 1 |
| G:; P:; SV:. |   |   |   |   |   |   |   |   |   |    |    |   |
| HR: MEX: Freddy Sandoval (1), Óscar Robles (1), Karim García (3).; CUB: Yulieski Gourriel (2), Ariel Pestano (1), Frederich Cepeda (2). |   |   |   |   |   |   |   |   |   |    |    |   |

Segunda ronda
Juego 2] (enlace roto disponible en Internet Archive; véase el historial, la primera versión y la última).: 15 de marzo - 01:00 UTC, 20:00 Local. PETCO Park, San Diego, Estados Unidos.
| México                                                   | 0 | 2 | 0 | 0 | 0 | 0 | 0 | 0 | 0 | 2 | 9  | 1 |
| Corea del Sur                                            | 0 | 2 | 0 | 1 | 1 | 0 | 4 | 0 | X | 8 | 12 | 1 |
| G: H.W. Jong (1-0); P: Oliver Pérez (0-1).               |   |   |   |   |   |   |   |   |   |   |    |   |
| HR: COR - Bum-Ho Lee (2), T.K. Kim (1), Young Mi Ko (1). |   |   |   |   |   |   |   |   |   |   |    |   |

Juego 3] (enlace roto disponible en Internet Archive; véase el historial, la primera versión y la última).: 16 de marzo - 01:00 UTC, 20:00 Local. PETCO Park, San Diego, Estados Unidos.
| Cuba                                                               | 1 | 0 | 1 | 0 | 3 | 0 | 2 | 0 | 0 | 7 | 11 | 0 |
| México                                                             | 0 | 0 | 1 | 1 | 0 | 0 | 0 | 1 | 1 | 4 | 7  | 0 |
| G: Norge Vera (2-0); P: J.Campillo (1-1); SV: Pedro Luis Lazo (1). |   |   |   |   |   |   |   |   |   |   |    |   |
| HR: MEX - Jorge Cantú (2), C. Presichi (1).                        |   |   |   |   |   |   |   |   |   |   |    |   |

## Roster
El 19 de enero se dio la primera lista de 45 preseleccionados (además de la lista oficial del cuerpo técnico), la cual el 24 de febrero fue reducida a 28 jugadores, que es la que contiene el roster oficial para el torneo.
La lista final de seleccionados es la siguiente:
| L A N Z A D O R E S               |                     |     |                                         |
| #                                 | Nombre              | B/L | Club                                    |
| 13                                | Rodrigo López       | D/D | Philadelphia Phillies                   |
| 19                                | Rafael Díaz         | D/D | Saraperos de Saltillo                   |
| 29                                | Pablo Ortega        | D/D | Tigres de Quintana Roo                  |
| 33                                | Jorge Campillo      | D/D | Atlanta Braves                          |
| 45                                | Elmer Dessens       | D/D | New York Mets                           |
| 46                                | Oliver Pérez        | Z/Z | New York Mets                           |
| 48                                | Joakim Soria        | D/D | Kansas City Royals                      |
| 51                                | David Cortés        | D/D | Diablos Rojos del México                |
| 52                                | Dennys Reyes        | D/D | Saint Louis Cardinals                   |
| 56                                | Luis Ignacio Ayala  | D/D | Minnesota Twins                         |
| 60                                | Francisco Rodríguez | D/D | Los Angeles Angels of Anaheim (Doble A) |
| 73                                | Ricardo Rincón      | D/D | Saint Louis Cardinals                   |
| 84                                | Francisco Campos    | D/D | Piratas de Campeche                     |
| R E C E P T O R E S               |                     |     |                                         |
| 32                                | Rod Barajas         | D/D | Toronto Blue Jays                       |
| 35                                | Miguel Ojeda        | D/D | Diablos Rojos del México                |
| J U G A D O R E S D E C U A D R O |                     |     |                                         |
| 1                                 | Augie Ojeda         | D/D | Arizona Diamondbacks                    |
| 2                                 | Édgar González      | D/D | San Diego Padres                        |
| 3                                 | Jorge Cantú         | D/D | Florida Marlins                         |
| 17                                | Freddy Sandoval     | D/D | Anaheim Angels                          |
| 23                                | Adrián González     | D/D | San Diego Padres                        |
| 25                                | Jerry Hairston, Jr. | D/D | Cincinnati Reds                         |
| 38                                | Jorge Vázquez       | D/D | New York Yankees                        |
| 47*                               | Erubiel Durazo      | D/D | Sultanes de Monterrey                   |
| 50                                | Agustín Murillo     | D/D | Arizona Diamondbacks                    |
| J A R D I N E R O S               |                     |     |                                         |
| 7                                 | Mario Valenzuela*   | D/D | Diablos Rojos del México                |
| 8                                 | Alfredo Amézaga*    | D/D | Florida Marlins                         |
| 10                                | Karim García        | D/D | Sultanes de Monterrey                   |
| 14                                | Scott Hairson       | D/D | Lotte Giants                            |
| 22                                | Christian Presichi* | D/D | Saraperos                               |

MANAGER
- Vinicio Castilla

COACHES
- Fernando Valenzuela
- Teodoro Higuera
- Armando Reynoso
- José Tolentino
- Ever Magallanes
- Alfonso Jiménez

|}
* Alfredo Amézaga y Erubiel Durazo fueron dados de baja por lesión después de la primera ronda del torneo. Sus puestos fueron ocupados por Cristhian Presichi y Mario Valenzuela, mismos que formaron parte de la preselección.

Los jugadores que fueron relegados o ellos mismos se descartaron para el roster final son los siguientes:
| PITCHERS - Luis Alonso Mendoza - Texas Rangers - Jorge de la Rosa - Colorado Rockies - Alfredo Aceves - New York Yankees - Heriberto Ruelas - Diablos Rojos del México - Óscar Villarreal - Houston Astros - Yovani Gallardo - Milwaukee Brewers - Walter Silva - Sultanes de Monterrey - Arturo López - Diablos Rojos del México - Matt Garza - Tampa Bay Rays - Eddie Guardado - Minnesota Twins - Edgar González - Arizona Diamondbacks |  | CATCHERS - Gerónimo Gil - Diablos Rojos del México - Humberto Cota - Agente libre INFIELDERS - Juan Gabriel Castro - Agente libre - Omar Quintanilla - Colorado Rockies - Luis Alfonso Cruz - Pittsburgh Pirates |